# Sympodomma whitleyi
Sympodomma whitleyi är en kräftdjursart som beskrevs av Hale 1949. Sympodomma whitleyi ingår i släktet Sympodomma och familjen Bodotriidae. Inga underarter finns listade i Catalogue of Life.